# Prazdnik sviatogo Iorgena
Prazdnik sviatogo Iorgena, (Festa de St. Iorgen, rus: Праздник Святого Йоргена) és una pel·lícula de comèdia soviètica de 1930, en part muda dirigida per Iàkov Protazànov i protagonitzada per Igor Ilinski.
No s'han acreditat la novel·la original de Harald Bergstedt, ni les pistes escrites per Ilf i Petrov (amb la contribució addicional de Sigizmund Krjijanovski).

## Argument
Abans de la festa de l'església de Sant Iorgen, el lladre Korkis (Anatoly Ktorov) s'escapa de la presó i es barreja amb els celebrants de la reunió. Veu les grans quantitats de diners que fan els que acullen la celebració, que són principalment clergues. Korkis no es pot abstenir d'implicar-se en aquesta empresa. Juntament amb un còmplice (Igor Ilinski) conceben i intenten d'una manera d'extreure de manera fraudulenta almenys una petita part dels diners que flueix a les arques dels amfitrions.

## Repartiment
- Igor Ilinski com a Franz Schulz
- Anatoli Ktorov com a Michael Korkis
- Mikhail Klímov com a adjunt de l'església de Sant Jordi
- Ivan Arkadin com a tresorer de l'església de Sant Jordi
- Maria Strelkova com a Oleandra
- Vladimir Uralski com a conductor del ferrocarril
- Anatoli Goriunov com a venedor de relíquies

## Part parlada
Les pel·lícules d'aquest període sovint combinen seqüències mudes i sonores.
La majoria de Festa de St Iorgen es va rodar sense so gravat. Aquestes seqüències tenen intertítols russos, una partitura orquestral i coral i efectes sonors ocasionals (per exemple, el so d'una mà trucant a una porta) o diàleg afegit. Una escena específica pot utilitzar efectes de so i intertítols junts. Les escenes exteriors, sovint impressionants, es van rodar en silenci al lloc. Al llarg de la pel·lícula s'intercalen escenes curtes d'interior amb so gravat. La seqüència de crèdit inicial utilitza so, amb els intèrprets principals parlant disfressats com els seus personatges.